# Aeolidida
Aeolidida é um clado taxonómico de lesmas do mar, conhecidos por nudibrânquios eolídios, um agrupamento de gastrópodes marinhos do clade Cladobranchia.

## Taxonomia
- Superfamília Flabellinoidea (= Pleuroprocta) Bergh, 1889
  - Família Flabellinidae
  - Família Notaeolidiidae
- Superfamília Fionoidea (= Acleioprocta) Gray, 1857
  - Família Fionidae
  - Família Calmidae
  - Família Eubranchidae
  - Família Pseudovermidae
  - Família Tergipedidae
- Superfamília Aeolidioidea (= Cleioprocta) Gray, 1827
  - Família Aeolidiidae
  - Família Facelinidae
  - Família Glaucidae
  - Família Piseinotecidae